# Оранжевогорлый тонкоклювый попугай
Оранжевогорлый тонкоклювый попугай (лат. Brotogeris jugularis) — птица семейства попугаевых.

## Внешний вид
Длина тела 18 см, хвоста 7 см. Голова и нижняя сторона тела зелёная, но с оттенками: голова имеет светло-синеватый оттенок, а нижняя сторона тела — оливково-жёлтый. На горле пятно оранжево-красного цвета. Нижние кроющие перья крыла имеют золотисто-коричневый оттенок. Вокруг глаз есть белое кольцо. Клюв соломенно-жёлтый.

## Распространение
Обитает в южной части Мексики до Колумбии и Венесуэлы.

## Образ жизни
Населяют субтропические и тропические леса. Очень жизнерадостные и подвижные птицы. Любят много летать и бегать.

## Классификация
Вид включает в себя 2 подвида.
- Brotogeris jugularis exsul Todd, 1917
- Brotogeris jugularis jugularis (Statius Muller, 1776)